# Mojero
Il Mojero (in russo Мойеро?) è un fiume della Siberia Orientale, affluente di destra del Kotuj (ramo sorgentizio della Chatanga). Scorre nell'Ėvenkijskij rajon del Territorio di Krasnojarsk, in Russia.
Il fiume proviene dal lago Cholju in una zona umida pianeggiante. Scorre nella zona della taiga lungo l'Altopiano della Siberia centrale dapprima in direzione meridionale, poi orientale, indi prevalentemente settentrionale, e infine occidentale nella parte bassa del corso. Ha una lunghezza di 825 km; l'area del suo bacino è di 30 900 km². Lungo il suo medio corso ci sono delle rapide. Nella parte inferiore è accessibile alle piccole imbarcazioni. Il fiume gela da ottobre sino alla fine di maggio - giugno. Il suo maggior affluente è il Mojerokon (lungo 131 km).